# Alexander Lwowitsch Guriljow

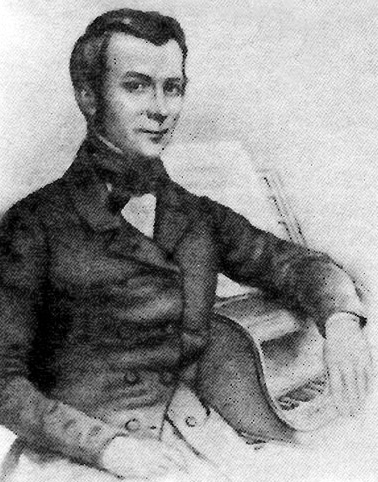
Alexander Lwowitsch Guriljow

Alexander Lwowitsch Guriljow (russisch Александр Львович Гурилёв; * 22. Augustjul. / 3. September 1803greg. in Moskau; † 30. Augustjul. / 11. September 1858greg. ebenda) war ein russischer Komponist.
Der Sohn des Musikers Lew Stepanowitsch Guriljow lebte in Moskau als Orchestermusiker und später als Komponist. Guriljow war ein Schüler von John Field. Er komponierte über zweihundert Lieder, die sich in Russland und darüber hinaus großer Popularität erfreuten.